# یواس‌اس لوس بروس (اس‌پی-۸۴۶)
یواس‌اس لوس بروس (اس‌پی-۸۴۶) (به انگلیسی: USS Luce Bros. (SP-846)) یک کشتی بود که طول آن ۱۲۲ فوت (۳۷ متر) بود. این کشتی  در سال ۱۸۷۷ ساخته شد.